# Nickel-järnackumulator

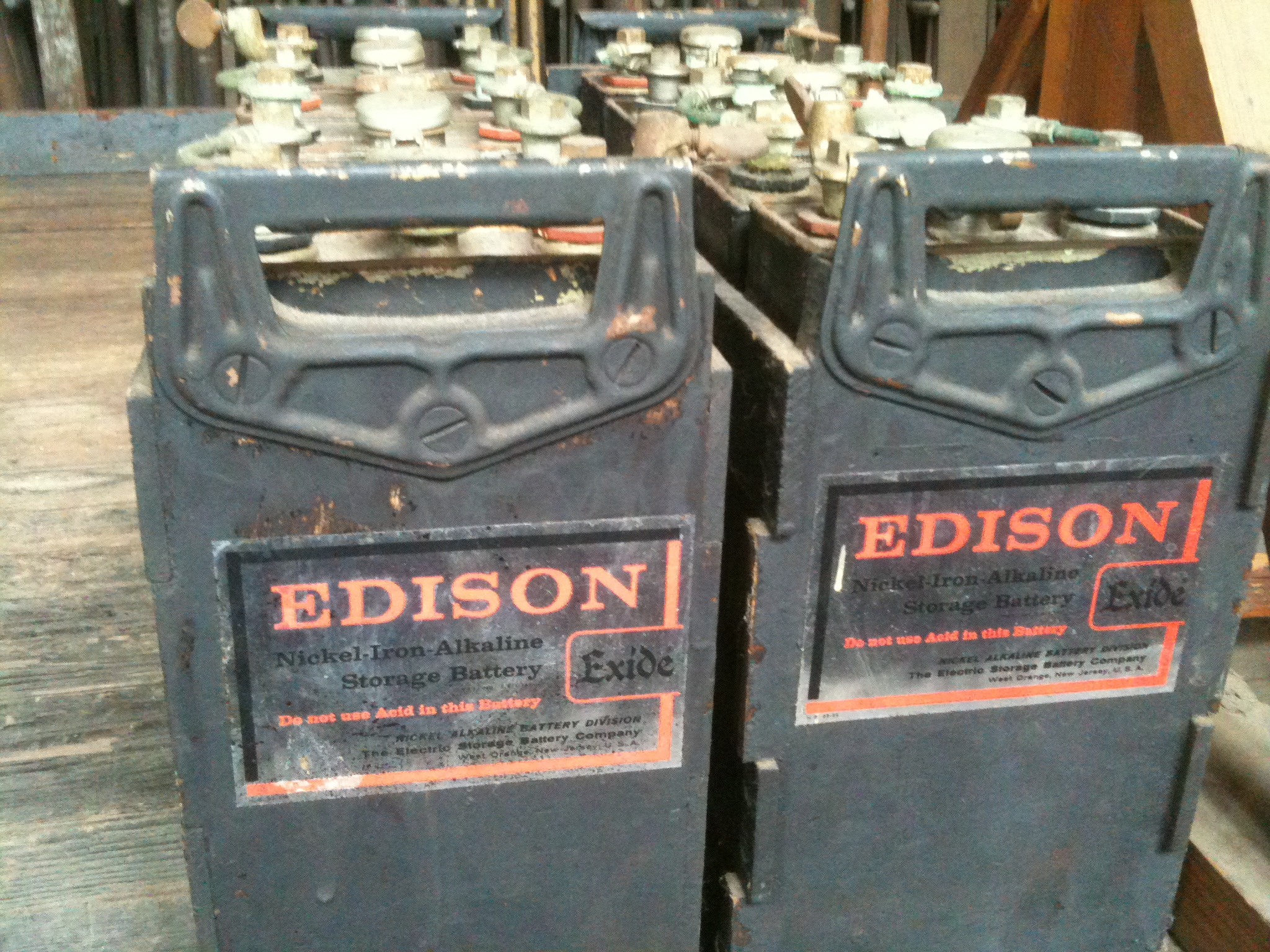
Thomas Edisons batterier.

Nickel-järnackumulator, NiFe, är ett återuppladdningsbart batteri, ackumulator, skapat av den svenske ingenjören och uppfinnaren Waldemar Jungner, som även uppfunnit nickel-kadmiumackumulatorn, och vidareutvecklades av Thomas Edison. Batteriet är mycket tolerant mot till exempel kortslutning och har lång livslängd men används sällan då det är dyrt att producera och laddas dåligt. Batteriets negativa elektrod består av järn, dess positiva elektrod av nickeloxider (i laddat tillstånd) och dess elektrolyt av kaliumhydroxidlösning. Spänningen är 1,2–1,35 V per cell.
Laddad cell Fe(s) |KOH,aq|NiO(OH)(s),Ni(s)
Urladdad cell Fe(s),Fe(OH)2(s)|KOH,aq|Ni(OH)2(s)
(s)=fast tillstånd, aq=vattenlösning, NiO(OH) är schematisk då fullt laddad elektrod även innehåller fyrvärt nickel